# شین‌توتسوکاوا، هوکایدو
شین‌توتسوکاوا، هوکایدو (به لاتین: Shintotsukawa, Hokkaido) یک منطقهٔ مسکونی در ژاپن است که در Sorachi Subprefecture واقع شده‌است. شین‌توتسوکاوا ۷٬۵۳۹ نفر جمعیت دارد.